# 美洲牡蛎
美洲牡蛎（又译作美东牡蛎，学名：Crassostrea virginica），原生于美洲东部，属于巨牡蛎属（学名：Crassostrea）。其分布范围从加拿大新不伦瑞克省北部起，向南经过西印度群岛的部分地区，一直延伸至委内瑞拉。:7美洲牡蛎也被人工养殖于加拿大海洋省份、美国东岸各州和墨西哥湾沿岸州。在美国华盛顿州普吉特海湾养殖的美洲牡蛎被称为托顿维珍尼亚生蚝（Totten Inlet Virginica）。19世纪，美洲牡蛎被引入夏威夷群岛，目前常见于珍珠港。
美洲牡蛎是重要的经济物种，然而，它们已受到栖息地变化的严重影响。据估计，切萨皮克湾及其支流中现存的美洲牡蛎种群数量已不及欧洲殖民者初次抵达时的1%。目前，美洲牡蛎的种群数量正受过度捕捞和水污染的威胁。2014年，经自然服務股份有限公司评估，美洲牡蛎的全球保护等级被调整为“易危”。此外，美洲牡蛎面临的其他威胁还包括全球变暖、疾病、寄生虫，以及入侵物种的竞争。

## 描述
美洲牡蛎是滤食性动物，通过吸水并过滤出浮游生物和碎屑进行摄食，然后将水排出，从而清洁周围的水域。一只美洲牡蛎可以在24小时内过滤多达50加仑（约189升）的水。
美洲牡蛎是许多地区的基础物种。在西大西洋河口区域，美洲牡蛎扮演着生态系统工程师的角色。与珊瑚礁类似，牡蛎床（又称牡蛎礁）是可供其他生物附着和栖息的坚硬基底。据估计，牡蛎床的表面积为同等大小平坦海床的50倍。
大多数双壳纲生物的贝壳由霰石形式（正交晶系）的碳酸钙构成。美洲牡蛎幼虫的贝壳同样由霰石形式的碳酸钙构成，但成年后其贝壳会转变为菱方系（Rhombohedral）形式。 这种贝壳成分的转变被认为是美洲牡蛎对抗捕食者的适应性演化，因为固定在暴露位置的牡蛎需要更厚实且更易生成的菱方系碳酸钙贝壳。

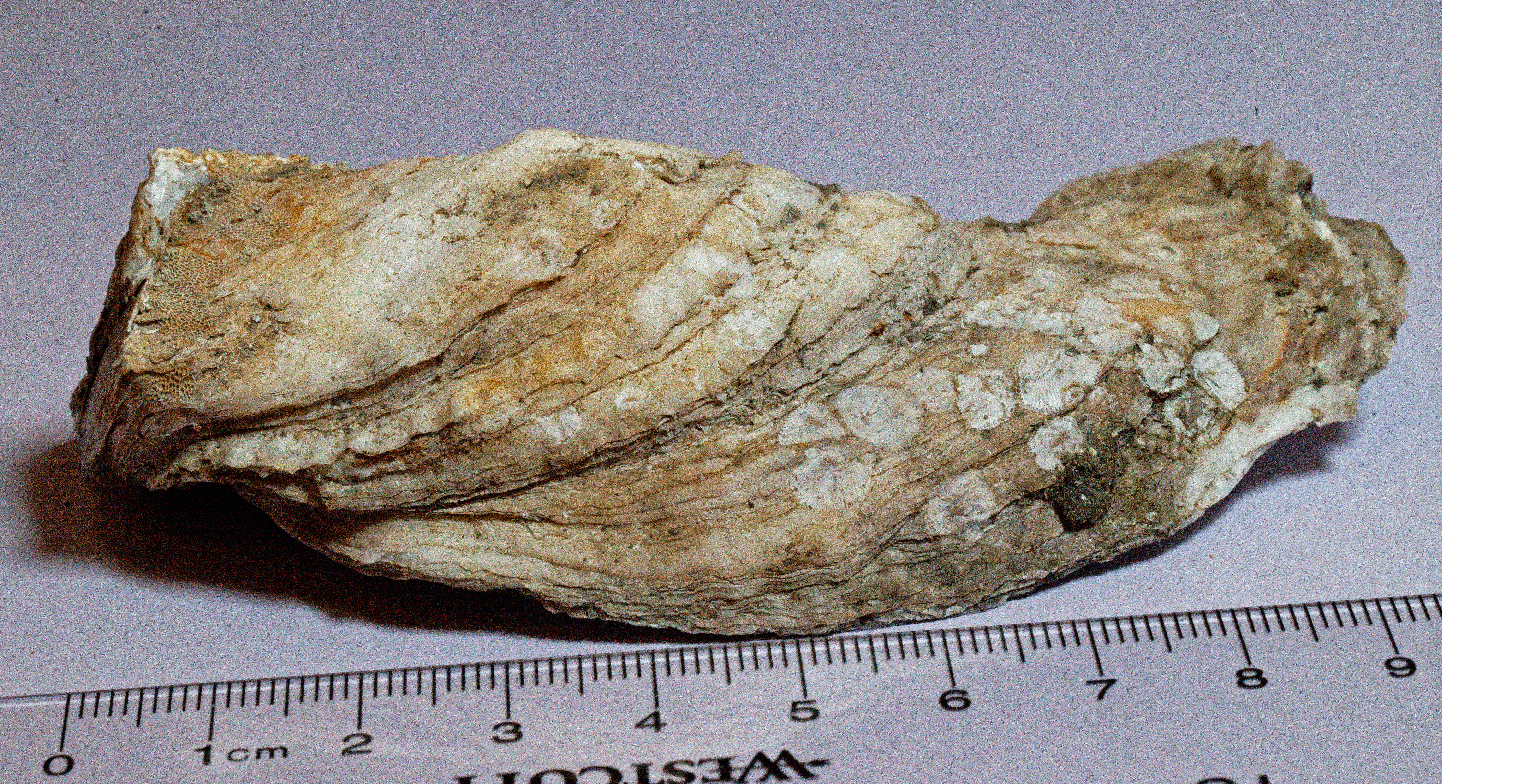
侧面
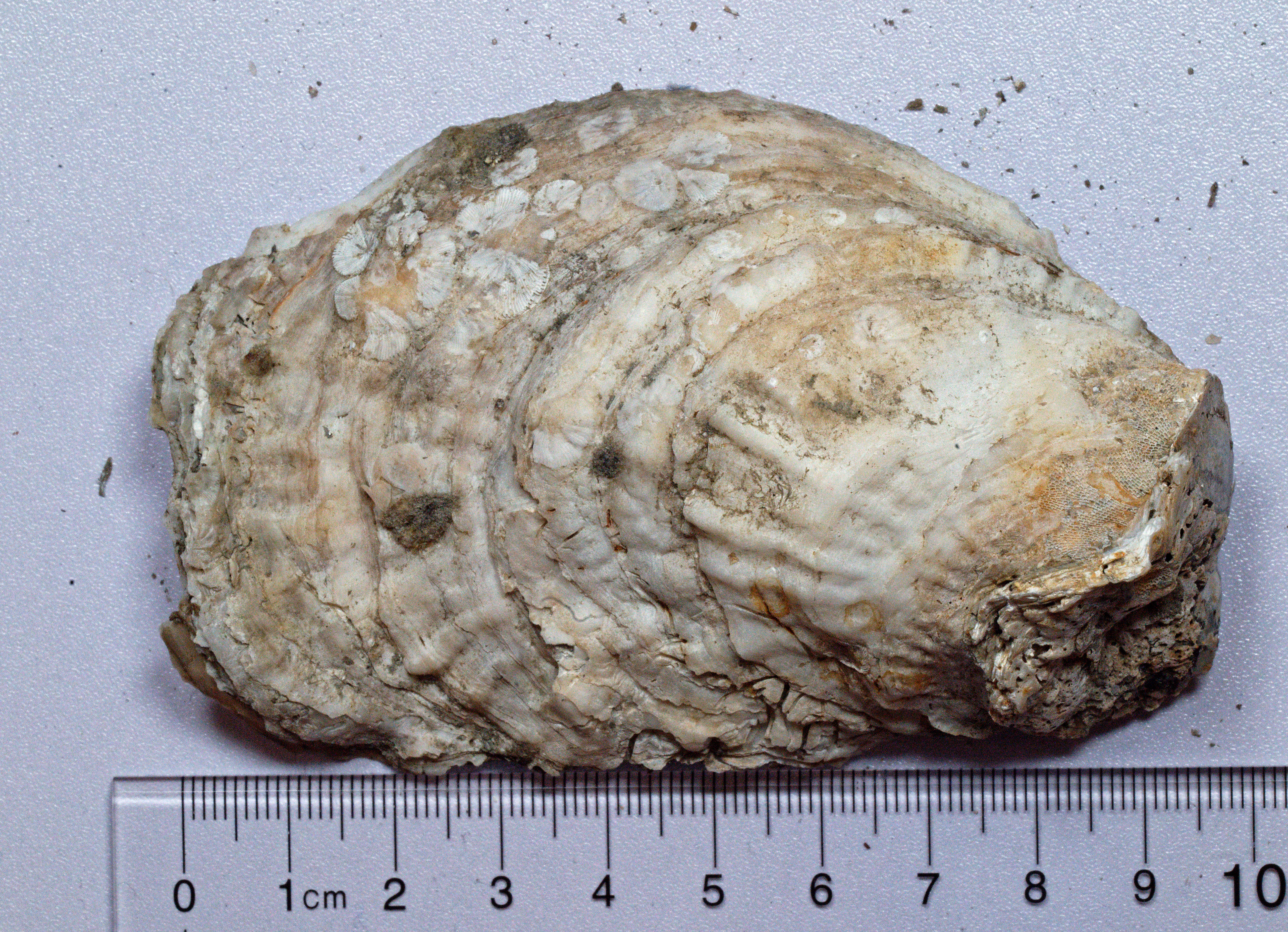
外部
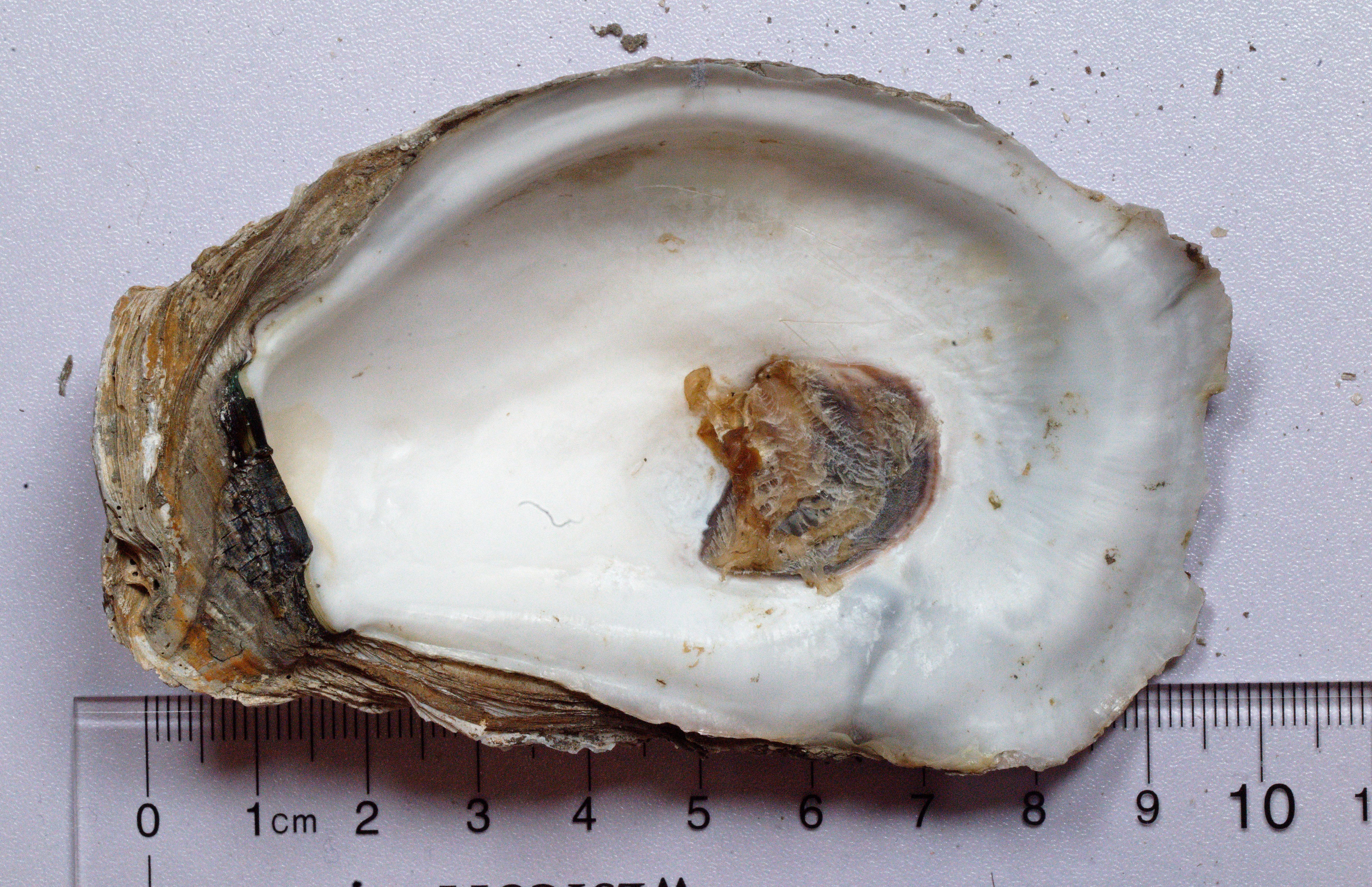
内部
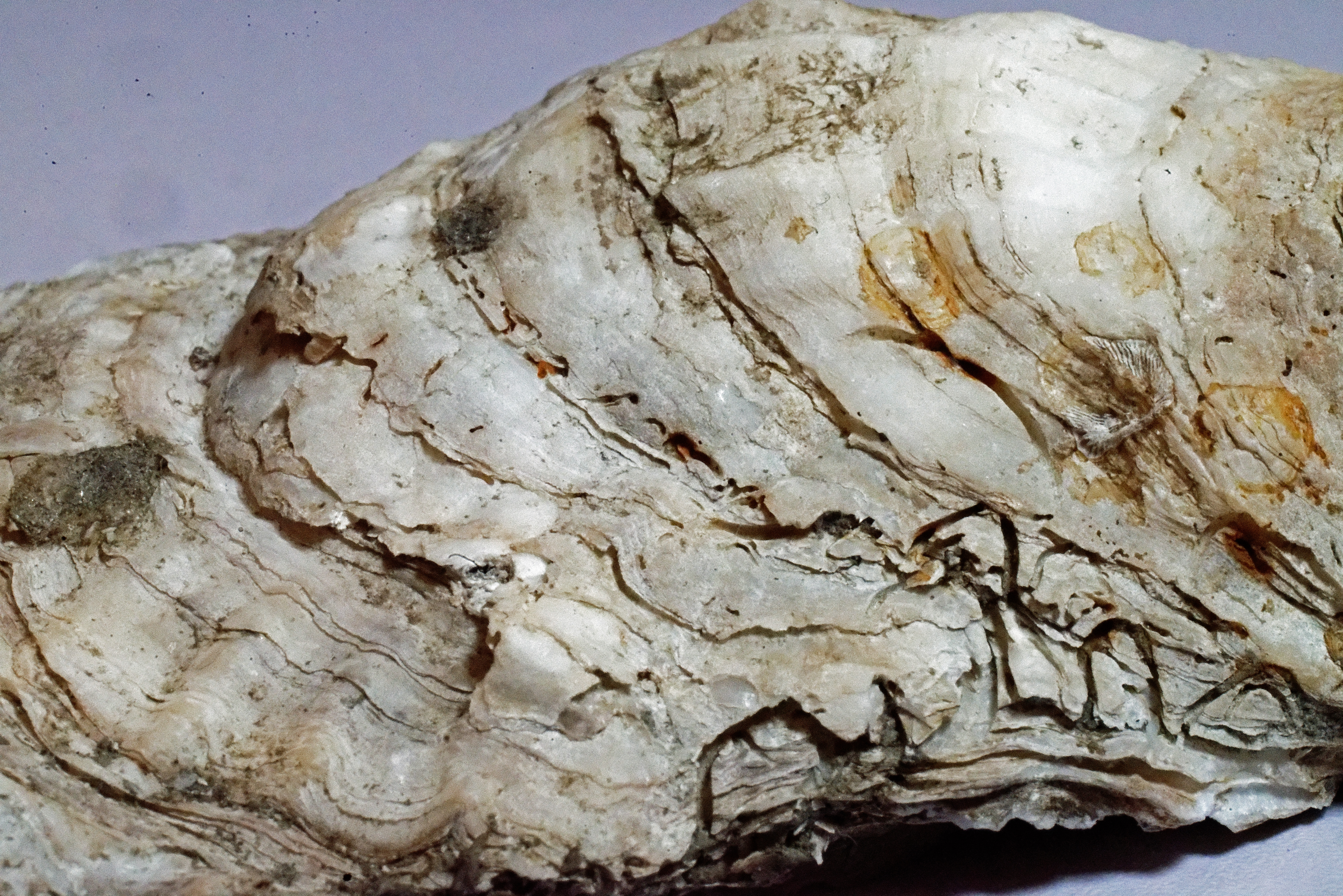
特写
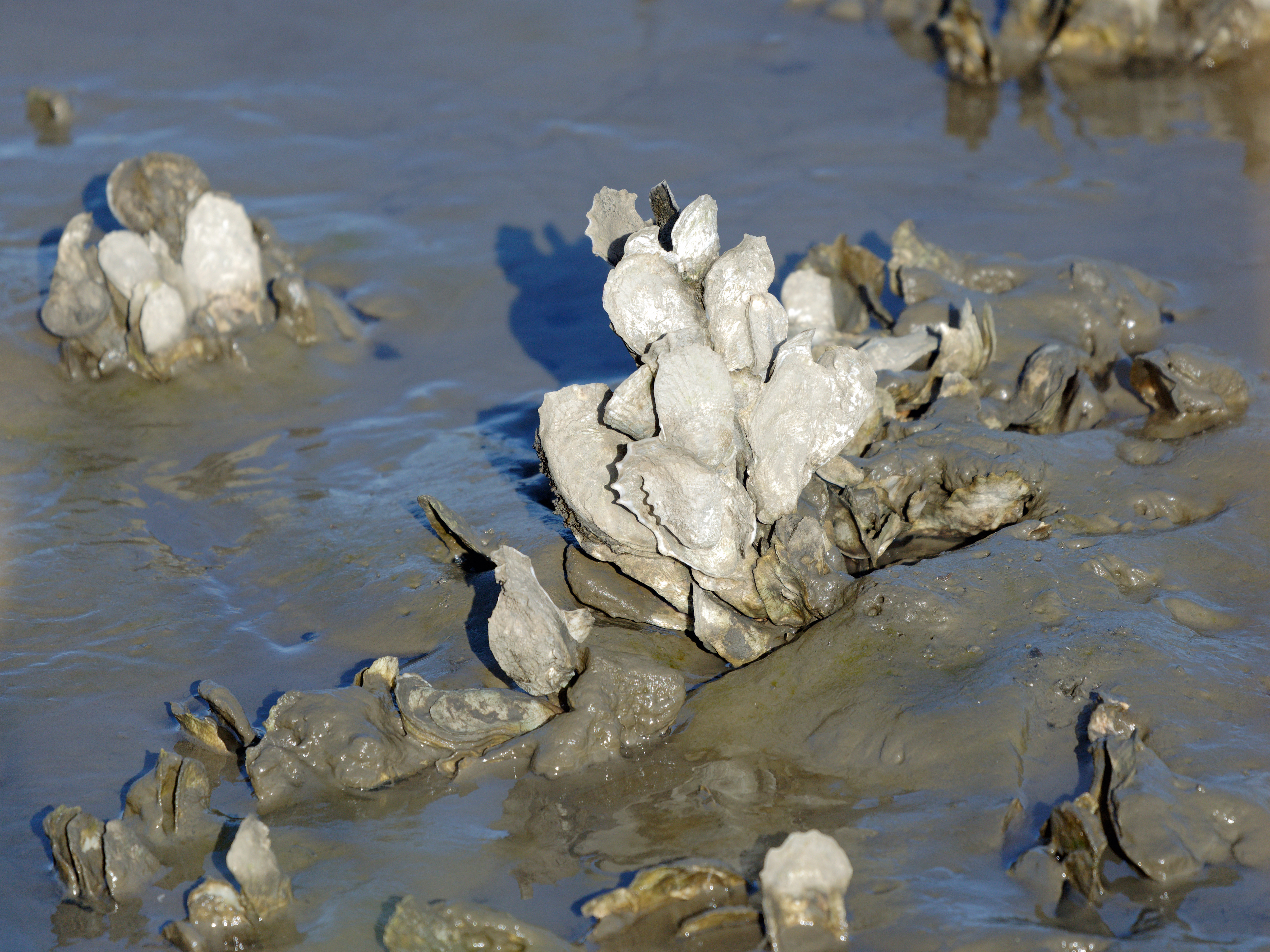
一群牡蛎
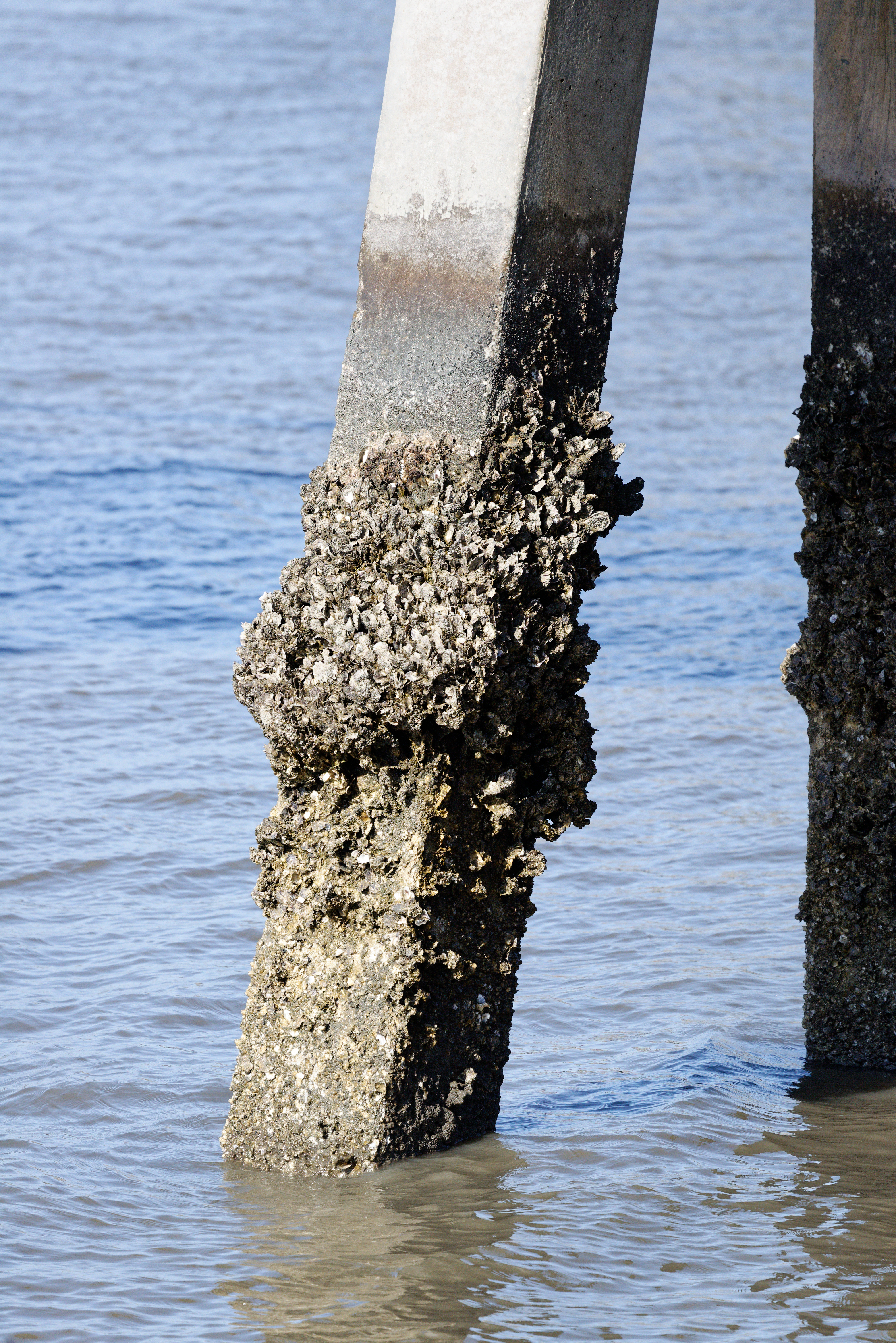
生长在柱子上的牡蛎